# فان ستدنسروس
فان ستدنسروس (بالإنجليزية: Van Stadensrus) هي بلدة تقع في جنوب أفريقيا في الولاية الحرة، يقدر عدد سكانها بـ 1,745 نسمة ومساحتها 7.2 كم2 .